# 反撥
『反撥』（はんぱつ、Repulsion）は、1965年のイギリスのサイコホラー映画。第15回ベルリン国際映画祭において銀熊賞の審査員グランプリを受賞した。

## ストーリー
ロンドンのアパートで姉ヘレンと暮らすキャロルは美容室で働いていてデートを誘う男コリンもいる。姉が妻子持ちの男マイケルを毎晩のように部屋に泊めることに強い嫌悪感を抱いていた。毎晩のように姉の喘ぐ声が聞こえてくる。神経質で潔癖性のキャロルは、男性恐怖症になると同時に男に犯される夢を見るようになり、徐々に精神的に壊れて行く。姉と男が旅行に出る。家賃の支払もせず、引きこもってしまう。
ようやく店に出てきて店主から厳しく注意され、ついに客にケガをさせてしまって同僚に「三日間どうしてたの？外に出ないと。映画がいいわ」と『黄金狂時代』を観たといってチャップリンの真似をする。アパートに帰ってから会えないと苛立つコリンが訪ねてきて、ドアを無理に開けて入るが、すきを見て殴り殺してしまう。姉からピサの斜塔の写真が入った絵葉書がきて「家賃は払ったか」と書いてある。その間も壁から男に掴まれる妄想に駆られる。姉の不倫相手の妻らか電話がある。家主がやってきてドアを開ける。家賃を渡したら「精神病院さながらだ」と言われ、腐ったウサギを見つけられる。家主はいやらしい眼で舐め回し、友達になれたら家賃はタダにするといって襲われたため、隠し持っていたナイフで刺し殺す。コンセントに挿してないアイロンをかける。ベッドでまた襲われる夢。
雨の中、姉たちが旅行から帰る。異様な気配を感じた姉が中に入って叫ぶ。男がやってきて警察に電話をかけようとするが、切られていた。ベッドの下からキャロルが見つかり、男が抱きかかえて外に出る。ブリュッセルでの家族写真が映し出され、小さい頃のキャロルがアップになる。

## キャスト
- キャロル・ルドゥー：カトリーヌ・ドヌーヴ - 内気で潔癖。美容院で働く。
- マイケル：イアン・ヘンドリー（英語版） - キャロルの姉ヘレンの恋人。妻子がある。
- コリン：ジョン・フレイザー（英語版） - キャロルの恋人。
- ヘレン・ルドゥー：イヴォンヌ・フルノー - キャロルの姉。奔放な性格。
- 家主：パトリック・ワイマーク（英語版） - ヘレンに滞納している家賃の支払いを迫る。
- ミス・バルチ：レネー・ヒューストン（英語版）
- マダム・ドニーズ：ヴァレリー・テイラー（英語版） - キャロルの勤め先の経営者。面倒見がいい。
- ジョン：ジェームズ・ヴィリアーズ（英語版）
- ブリジット：ヘレン・フレイザー（英語版） - キャロルの同僚。男に裏切られた。